# 古林站
古林站位于中华人民共和国浙江省宁波市海曙区古林镇古林中路与集古路交叉口，是宁波轨道交通6号线的地铁车站。车站计划于2027年启用。

## 车站形制
古林站位于海曙区古林镇古林中路、集古路口。车站位于古林中路北侧，沿集古路南北向设置，为地下二层岛式车站，长279.6米，宽19.7米，总建筑面积为14402平方米。

## 出口
古林站设置3个出入口。